# Мордвинов, Дмитрий Сергеевич
Дми́трий Серге́евич Мордви́нов (1820—1894) — генерал-адъютант, генерал от артиллерии, директор канцелярии Военного министерства, член Военного совета Российской империи.

## Биография
Происходил из дворян Киевской губернии, родился 24 октября 1820 года. Образование получил в 1-м Московском кадетском корпусе, из которого выпущен 8 августа 1839 года прапорщиком в лёгкую № 7 батарею 18-й артиллерийской бригады. В этой бригаде он прослужил более 8 лет и получил чины подпоручика (3 декабря 1843 года) и поручика (6 марта 1847 года); в течение двух лет, с 25 мая 1842 года по 14 августа 1844 года, состоял в должности бригаднаго адъютанта, а затем был учителем в дивизионной фейерверкерской школе 6-й артиллерийской дивизии.
21 сентября 1848 года назначен старшим адъютантом при штабе этой дивизии с зачислением с 18 декабря в батарейную № 4 батарею 18-й артиллерийской бригады; 10 апреля 1849 года произведён в штабс-капитаны, затем последовательно занимал должности адъютанта начальника артиллерии (с 5 апреля 1850 года) и старшего адъютанта управления артиллерии 1-й армии (с 12 июля 1853 года), состоял для особых поручений при инспекторе всей артиллерии, причём 10 июля 1852 года был произведён в капитаны и 17 апреля 1855 года — в подполковники.
10 июля 1856 года назначен исправляющим должность начальника отделения в канцелярии Военного министерства; 17 апреля 1857 года за отличие по службе произведён в полковники. С этого времени начинается его быстрое повышение по службе. С 4 октября 1859 года он занимает уже должность вице-директора, 17 апреля 1862 года произведён в генерал-майоры, 17 апреля 1865 года назначен директором канцелярии Военного министерства, которой и посвятил почти половину всей своей многолетней службы.
За время свыше двадцатипятилетней службы в канцелярии, из которых почти шестнадцать лет руководил её деятельностью, Мордвинов принимал непосредственное участие в разработке всех важнейших законодательных вопросов, касавшихся армии и всего военного хозяйства; по должности начальника канцелярии управлял делами Военного совета, особенно усложнившимися при военных обстоятельствах во время русско-турецкой войны 1877—1878 годов, во время которой, при поездке в действующую армию военного министра, на него легла часть его обязанностсй, и употребил немало трудов по подготовке мобилизации армии и по снабжению войск Балканской, а равно и Кавказской армий.
Также Мордвинов состоял членом главной распорядительной комиссии по перевооружению армии и комиссий для составления новых положений об училищах военного ведомства и обсуждения вопроса об управлении Тульским оружейным заводом; участвовал в трудах комитета для пересмотра постановлений относительно прав и преимуществ унтер-офицеров нестроевых званий и составления новых положений, а также в комиссии для составления нового положения о запасных местных и резервных войсках и государственном ополчении, в совещании под непосредственным руководством императора Александра II по этому же вопросу, в комиссии по вопросу о передаче Императорской медико-хирургической академии в ведение Министерства народного просвещения и многих других.
16 апреля 1867 года Мордвинов был произведён в генерал-лейтенанты; в 1872 году пожалован в генерал-адъютанты к Его Императорскому Величеству; 23 мая 1881 года назначен членом Военного совета и пожалован алмазными знаками ордена Св. Александра Невского при грамоте следующего содержания:

«Продолжительная свыше пятнадцатилетняя деятельность ваша по управлению канцелярией военного министерства и по заведованию делами Военного совета, непрерывно сопровождавшаяся плодотворными результатами по разнородным предметам, входящим в круг высшего военного управления и особенно по делам военного законодательства и военного хозяйства, получавшим направление при вашем всегда деятельном и опытном участии, снискали вам право на особое Наше благоволение».

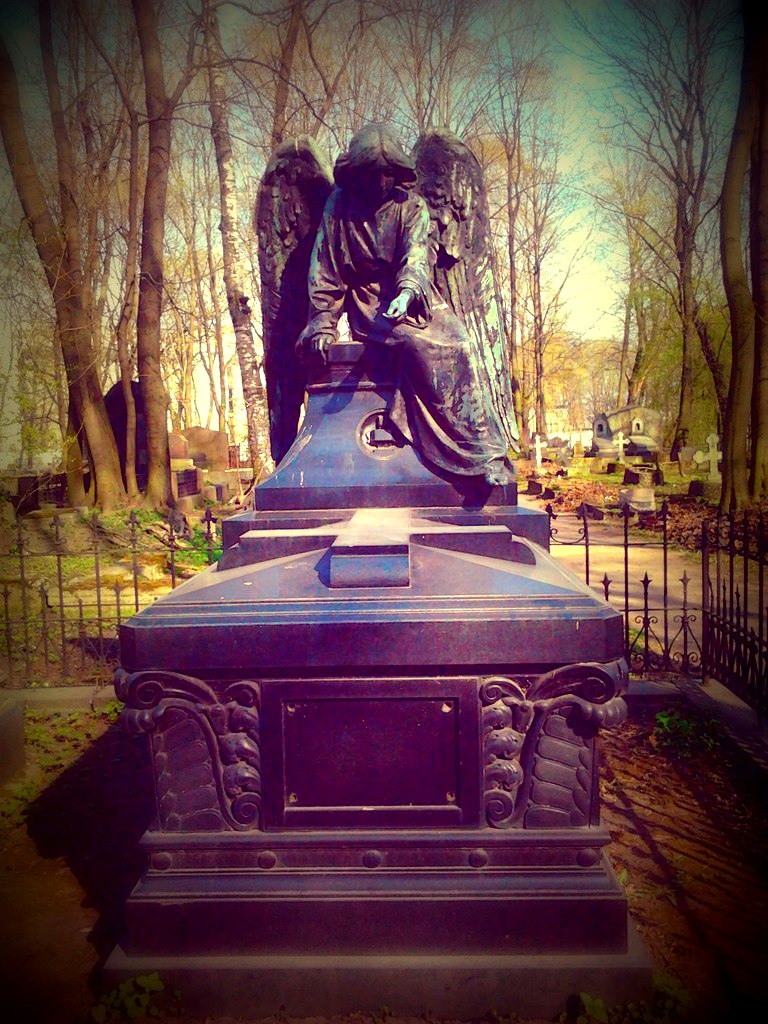
Могила Д. С. Мордвинова

После этого Мордвинов ещё некоторое время продолжал управлять канцелярией, и только 18 августа был освобожден от исправления должности с оставлением в Военном совете. 15 мая 1883 года был произведён в генералы от артиллерии; 3 декабря 1889 года праздновал пятидесятилетний юбилей службы в офицерских чинах; император Александр III почтил его Высочайшим рескриптом, в котором снова отметил его плодотворную деятельность, и пожаловал орден Св. Владимира 1-й степени.
Скончался 20 января 1894 года, из списков исключён 31 января. Похоронен на Новодевичьем кладбище в Санкт-Петербурге.
В 1880 году в «Русском архиве» (т. 1, с. 499) было опубликовано письмо Д. С. Мордвинова с воспоминанием об императоре Николае I.

## Награды
Среди прочих наград Мордвинов имел ордена:
- Орден Святой Анны 3-й степени (1851 год)
- Орден Святой Анны 2-й степени (1859 год, императорская корона к этому ордену пожалована 17 апреля 1860 года)
- Орден Святого Станислава 1-й степени (19 апреля 1864 года)
- Орден Святой Анны 1-й степени (17 марта 1866 года)
- Орден Святого Владимира 2-й степени (28 марта 1871 года)
- Орден Белого орла (30 августа 1875 года)
- Орден Святого Александра Невского (30 августа 1878 года, алмазные знаки к этому ордену пожалованы 23 мая 1881 года)
- Орден Святого Владимира 1-й степени (3 декабря 1889 года)
- Прусский орден Короны 1-й степени (1873 год)